# Randyland
Randyland er et kunstmuseum i Pittsburgh, Pennsylvania. Det betragtes af mange som et af USA's mest farverige offentlige kunstvartegn. Museet blev skabt af Randy Gilson og huser hans kunst.